# Любительский кубок Украины по футболу 2008
Кубок Украины по футболу 2008 среди любительских команд (укр. Кубок України з футболу 2008 серед аматорських команд) — 12-й розыгрыш Кубка Украины под эгидой АЛФУ. Проводился с 6 августа по 8 ноября 2008 года. Турнир завершился победой команды «Ирпень» (Гореничи), которая получила право выступать в сезоне 2009/2010 в розыгрыше Кубка Украины.

## Участники
В Кубке приняли участие 26 любительских команд из 17 областей Украины.
| - «Арсенал» (Скраглевка, Житомирская область) - «БРВ-ВИК» (Владимир-Волынский, Волынская область) - «Бриз» (Измаил, Одесская область) - ФК «Великая Багачка» (пгт Великая Багачка, Полтавская область) - ФК «Вороновка» (Вороновка, Николаевская область) - «Вотранс-ЛСТМ» (Луцк) - «Галич» (Збараж, Тернопольская область) - «Галичина» (Львов) - ФШМ «Донбасс-Крым» (Донецк) - «Еднисть-2» (с. Плиски, Черниговская область) - «Збруч-Астарта» (Волочиск, Хмельницкая область) - «Ильич-Осипенко» (с. Осипенко, Запорожская область) - «Ирпень» (с. Гореничи, Киевская область) | - «Карпаты» (Мукачево, Закарпатская область) - СК «Каховка» (Каховка, Херсонская область) - «Лан» (Великая Березовица, Тернопольская область) - ФК «Лужаны» (пгт Лужаны, Черновицкая область) - ФК «Марьяновка» (пгт Марьяновка, Волынская область) - «Металлург» (Малин, Житомирская область) - «Олимпик» (Кировоград) - «Полесье» (пгт Добрянка, Черниговская область) - «Свитанок» (с. Коваливка, Киевская область) - «Торпедо» (Николаев) - «Химик» (Северодонецк, Луганская область) - «Ходак» (Черкассы) - «Цементник» (Ямница, Ивано-Франковская область) |

## Предварительный этап
Матчи первого предварительного этапа состоялись 6, 13 и 20 августа 2008 года.
| Команда 1                 | Команда 2                 | 1-й матч | 2-й матч |
| ------------------------- | ------------------------- | -------- | -------- |
| 6 — 13 августа            |                           |          |          |
| «Цементник» Ямница        | «Карпаты» Мукачево        | 3:0      | 1:2      |
| «Олимпик» Кировоград      | ФК «Великая Багачка»      | 1:1      | 0:4      |
| СК «Каховка»              | «Ильич-Осипенко» Осипенко | 1:0      | 0:2      |
| 13 — 20 августа           |                           |          |          |
| «Збруч-Астарта» Волочиск  | «Лан» Великая Березовица  | 0:1      | 2:2      |
| «Галичина» Львов          | «Вотранс-ЛСТМ» Луцк       | 5:0      | 4:4      |
| «Галич» Збараж            | ФК «Марьяновка»           | 8:0      | 6:2      |
| «Арсенал» Скраглевка      | «Свитанок» Коваливка      | 1:0      | 0:4      |
| «Металлург» Малин         | «Ходак» Черкассы          | 0:2      | 1:2      |
| ФШМ «Донбасс-Крым» Донецк | «Химик» Северодонецк      | 1:2      | 3:1      |
| ФК «Вороновка» Вороновка  | «Бриз» Измаил             | 2:0      | 1:0      |

## 1/8 финала
Матчи 1/8 финала розыгрыша кубка Украины состоялись 27 августа и 3 сентября 2008 года.
| Команда 1                 | Команда 2                    | 1-й матч | 2-й матч |
| ------------------------- | ---------------------------- | -------- | -------- |
| «Цементник» Ямница        | ФК «Лужаны»                  | 3:4      | 3:3      |
| «Лан» Великая Березовица  | «Галичина» Львов             | 0:1      | 1:6      |
| «Галич» Збараж            | «БРВ-ВИК» Владимир-Волынский | 3:1      | 3:0      |
| «Свитанок» Коваливка      | «Полесье» Добрянка           | 1:3      | 2:0      |
| «Ходак» Черкассы          | «Ирпень» Гореничи            | 1:0      | 1:3      |
| ФК «Великая Багачка»      | «Еднисть-2» Плиски           | 0:0      | 1:2      |
| ФШМ «Донбасс-Крым» Донецк | «Торпедо» Николаев           | 3:6      | 0:2      |
| ФК «Вороновка» Вороновка  | «Ильич-Осипенко» Осипенко    | 2:1      | 0:3      |

## 1/4 финала
Матчи 1/4 финала розыгрыша кубка Украины состоялись 14 сентября и 28 сентября 2008 года.
| Команда 1          | Команда 2                 | 1-й матч | 2-й матч |
| ------------------ | ------------------------- | -------- | -------- |
| «Галичина» Львов   | ФК «Лужаны»               | 3:1      | 2:3      |
| «Галич» Збараж     | «Полесье» Добрянка        | 2:0      | 1:3      |
| «Еднисть-2» Плиски | «Ирпень» Гореничи         | 2:1      | 0:4      |
| «Торпедо» Николаев | «Ильич-Осипенко» Осипенко | 1:2      | 1:1      |

## 1/2 финала
Матчи 1/2 финала розыгрыша кубка Украины состоялись 12 и 19 октября 2008 года.
| Команда 1                 | Команда 2         | 1-й матч | 2-й матч |
| ------------------------- | ----------------- | -------- | -------- |
| «Галичина» Львов          | «Галич» Збараж    | 3:0      | 1:1      |
| «Ильич-Осипенко» Осипенко | «Ирпень» Гореничи | 0:0      | 0:2      |

## Финал
Финальные матчи розыгрыша кубка Украины состоялись 2 ноября и 8 ноября 2008 года.
| «Галичина» Львов | 0 : 0   | «Ирпень» Гореничи |
| ---------------- | ------- | ----------------- |
|                  | (отчёт) |                   |

| «Ирпень» Гореничи                             | 3 : 1   | «Галичина» Львов |
| --------------------------------------------- | ------- | ---------------- |
| Нагорняк 14′ · Уляницкий 79′ · Коропецкий 83′ | (отчёт) | Бей 90+3′        |

| Обладатель Кубка Украины среди любителей 2008 |
| --------------------------------------------- |
| «Ирпень» Гореничи Впервые                     |